# 리쿤청 (정치인)
리쿤청(중국어 정체자: 李坤城, 병음: Lî Kūnchéng, 1973년 5월 3일 ~ )은 중화민국의 정치인이다. 2024년 신베이시 제3선거구 입법위원에 당선되었다.